# Pseudoscopelus cephalus
Pseudoscopelus cephalus är en fiskart som beskrevs av Fowler, 1934. Pseudoscopelus cephalus ingår i släktet Pseudoscopelus och familjen Chiasmodontidae. Inga underarter finns listade i Catalogue of Life.